# Rainer Brackhane

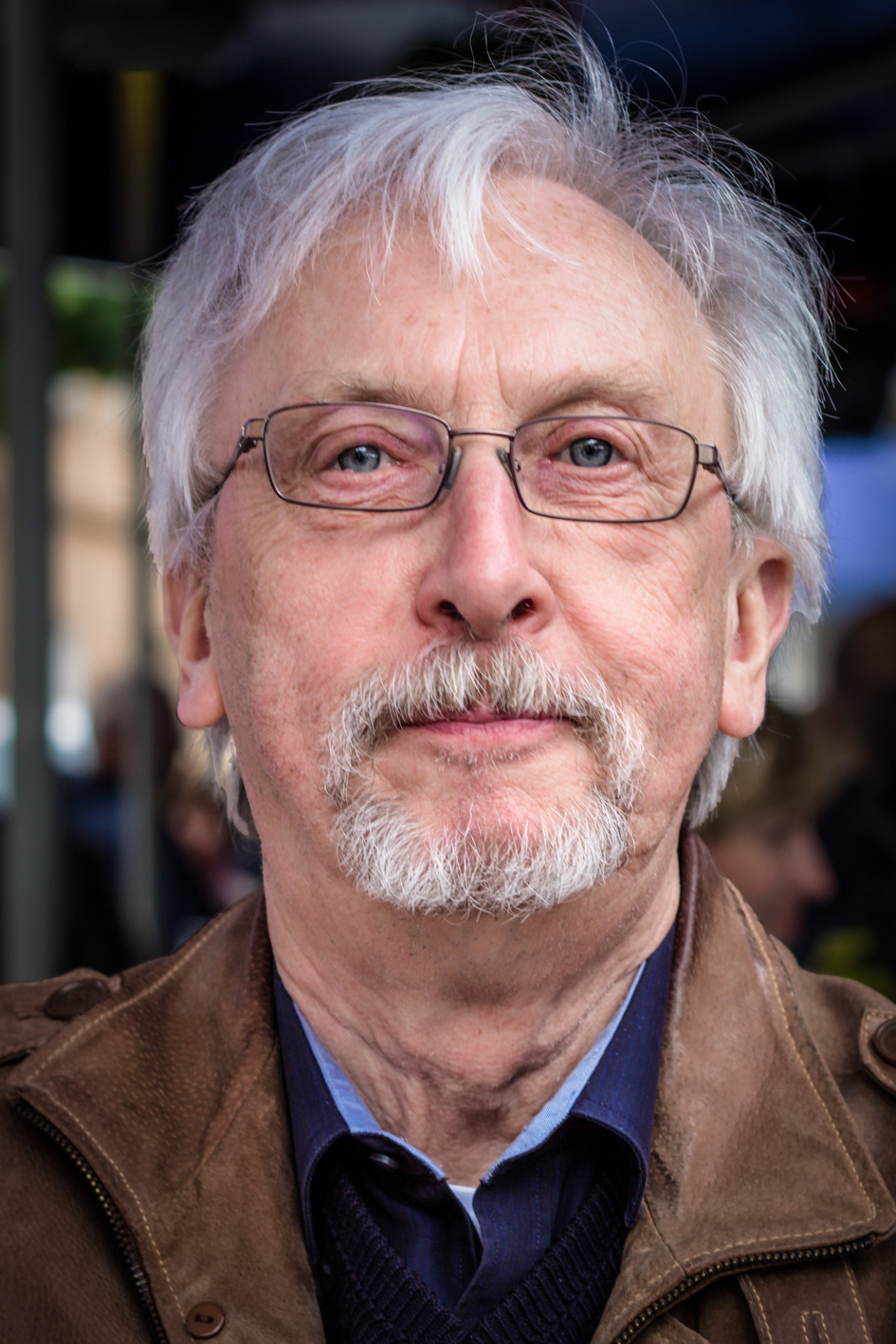
Rainer Brackhane

Rainer Bernard Brackhane (* 26. April 1944 in Herford) ist ein deutscher Psychologe, der vorwiegend auf dem Gebiet der Rehabilitationspsychologie gearbeitet hat.

## Leben
Rainer Brackhane ist der älteste Sohn des Lehrers Bernard Brackhane. Nach dem Besuch der Volksschule und des altsprachlichen Friedrichs-Gymnasiums (Abitur 1963) leistete er von 1963 bis 1965 seinen Wehrdienst. Ab 1965 absolvierte er ein Studium der Psychologie an der Westfälischen Wilhelms-Universität Münster, das er 1970 mit dem Diplom abschloss. 1976 promovierte er – ebenfalls in Münster – mit einer Arbeit über „Bezugssysteme im Leistungsverhalten“; Mentoren der Arbeit waren Wilhelm Witte und Wolfgang Metzger. 1983 habilitierte sich Brackhane an der Universität Regensburg.
Nach der Diplomprüfung arbeitete Rainer Brackhane an den Universitäten Münster (1970–1974) und Regensburg (1974–1986); die Lehrtätigkeit an der Universität Regensburg führte er auch als Privatdozent von 1986 bis 2003 fort. Weitere Lehraufträge nahm er an den Hochschulen in Bielefeld (1984–1986/87), Dresden (1995/96) und Magdeburg-Stendal (2001–2002) wahr. Arbeitsschwerpunkte waren zunächst vor allem Themen aus der Sportpsychologie und der Berufspsychologie, auch methodische Fragen, dann zunehmend Fragestellungen aus der Rehabilitationspsychologie.
Nach einem größeren Projekt in den 1970er Jahren zur Trainingsforschung im Sport führte er in den 1980er und 1990er Jahren mehrere Forschungsprojekte in Kooperation mit Politik und Wohlfahrtsverbänden durch, u. a. zur Frühförderung sowie zu Trainings- und Ausbildungsprogrammen und zur Software-Entwicklung im Rahmen der beruflichen Qualifizierung behinderter Menschen.
Von 1991 bis 2017 war Rainer Brackhane freiberuflich als Dozent in der beruflichen Weiterbildung von Fachpersonal in Werk- und Wohnstätten für behinderte Menschen tätig in Zusammenarbeit mit verschiedenen Einrichtungen und unterschiedlichen Bildungsträgern im gesamten Bundesgebiet, v. a. zur Sonderpädagogischen Zusatzqualifikation (SPZ) zur (geprüften) Fachkraft zur Arbeits- und Berufsförderung (FAB/gFAB) in Werkstätten für behinderte Menschen. Er wirkte auch mit an der Erarbeitung von bundesweiten Prüfungsstandards und an der Durchführung der staatlichen Prüfungen in mehreren Bundesländern sowie an der Qualifizierung von Leitungskräften in Werkstätten für behinderte Menschen in Zusammenarbeit mit mehreren Bildungsträgern.
Neben seiner beruflichen Tätigkeit befasst Brackhane sich mit Forschungen zur Regionalgeschichte.

## Bibliografie (Auswahl)
- Bezugssysteme im Leistungsverhalten: Eine experimentelle Studie zur verhaltenssteuernden Funktion von Bezugssystemen. Dissertation. Münster, 1976.
- Zusammen mit Alexander Thomas & D. Simons: Handlungspsychologische Analyse sportlicher Übungsprozesse: Eine empirische Längsschnittuntersuchung über das Erlernen bewegungszentrierter Sportarten. Schorndorf: Hofmann, 1977. ISBN 978-3-7780-3961-8.
- Als Herausgeber, zusammen mit Alexander Thomas: Wahrnehmen, Urteilen, Handeln: Forschungen im Spannungsfeld von allgemeiner und angewandter Psychologie. Bern; Stuttgart; Wien: Verlag Hans Huber, 1980. ISBN 978-3-456-80938-0.
- Berufliche Zukunftsperspektiven der Jugend. Katholische Akademie Schwerte, 1981.
- Rehabilitation im Arbeits- und Berufsleben. Goch: Bratt-Institut für Neues Lernen, 1982. (= Psychologie im Betrieb, Band 11) ISBN 978-3-88598-032-2.
- Als Herausgeber, zusammen mit U. Krebs: Psychische Bezugssysteme in mnestischer Orientierung und Kommunikation. Psychologische Beiträge 29, 1987.
- Als Bearbeiter und Herausgeber: Wilhelm Witte: Einführung in die Rehabilitationspsychologie. Bern; Stuttgart; Toronto: Verlag Hans Huber, 1988. ISBN 978-3-456-81569-5.
- Zusammen mit M. Franke, R. Prosche & I. Westphal-Binder: Lernwege zur beruflichen Bildung – Materialien für Gruppenleiter in Werkstätten für Behinderte.Forschungsbericht und Ausbilder-Handbuch (3 Bände) mit Programm-Diskette im Auftrag der Lebenshilfe Detmold e.V. Detmold: Lebenshilfe 1990.
- Als Mitwirkender: Lernwege-Abbildung: Anwendung und Verfahren der Voraussetzungs-Clusteranalyse; eine Einführung mit zahlreichen Ergebnissen für Pädagogen, Psychologen, Fachdidaktiker sowie Sonder- und Rehabilitationspädagogen. Weinheim : Dt. Studien-Verlag, 1994. ISBN 978-3-89271-493-4.
- Rehabilitation im Beruf: Behinderte Menschen auf dem Arbeitsmarkt. 2. überarbeitete und ergänzte Auflage. Rosenberger Fachverlag, Leonberg 1996, ISBN 3-931085-03-1.
- Als Mitwirkender: Berufliche Bildung und Förderung in der Werkstatt für Behinderte (WfB): Problemstellung, Konzepte, Materialien. Nürnberg: Landesarbeitsamt Bayern, Geschäftsstelle für Veröff., Ref. IVf3b, 1998.
- Zusammen mit I. Schubert, K.-P. Becker, R. Becker, P. Keller, B. Rapski, K.-M. Schuster, K. Siek, I. Weinke: Interdisziplinäre Entwicklungsförderung im Kindesalter – dargestellt am Beispiel der Länder Berlin und Brandenburg: Probleme – Grundlagen – Adressen. Hgg. vom Arbeitsausschuß „Interdisziplinäre Entwicklungsförderung im Kindesalter“ der Deutschen Vereinigung für die Rehabilitation Behinderter e.V. (DVfR), Heidelberg: 1998.
- Förderung in der Werkstatt für Behinderte (WfB) – Problemstellung, Konzepte, Materialien. ibv -Informationen für die Beratungs- und Vermittlungsdienste der Bundesanstalt für Arbeit, Nürnberg, Nr. 48/98, 2. Dezember 1998.
- Zusammen mit M. Drengk, A. Hibbeler, M. Salomo, G. Schmitz, A. Stock; unter Mitarbeit von T. Kayser: Methodisch-didaktisches Handbuch für die berufliche Bildung in der Werkstatt für behinderte Menschen. Forschungsprojekt im Auftrag der Lebenshilfe Detmold e.V., mit Unterstützung des Bundesministers für Arbeit und Sozialordnung. Detmold: Lebenshilfe, 2002. ISBN 3-9808544-0-X
- Als Mitwirkender: Arbeit und Förderung in Werkstätten für behinderte Menschen – Glossar. Hürth: Lebenshilfe Nordrhein-Westfalen, 2005. ISBN 978-3-931106-25-6.
- be-hindert. Sichtweisen – Menschen – Entwicklungen. Frankfurt (Main); Berlin; Bern; Bruxelles; New York; Oxford; Wien: Verlag Peter Lang, 2007, ISBN 978-3-631-56475-2.
- Workshops’ most Precious Resources: The Specialist Staff. In: Bundesarbeitsgemeinschaft Werkstätten für behinderte Menschen e.V., United in Diversity. Frankfurt 2009. ISBN 978-3-9812599-1-9
- Hermann Dwerg, der Herforder Studentenhof und die “Nanischen Stipendien”. In: Historisches Jahrbuch für den Kreis Herford 2016. Bielefeld: Verlag für Regionalgeschichte 2015, 186–207. ISBN 978-3-89534-969-0
- Grundlageninformationen für Werkstätten-Personal in Stichworten. Detmold: Verlag der Lebenshilfe für Menschen mit Behinderung, Kreisvereinigung Detmold e.V., 2016. ISBN 978-3-9800724-1-0
- Der Herforder Kaland – Rückblick auf eine Bruderschaft mit wohl einzigartigem Schicksal. In: Historisches Jahrbuch für den Kreis Herford 2017. Bielefeld: Verlag für Regionalgeschichte 2016, 9–24. ISBN 978-3-7395-1023-1
- Caritas – Diakonie – Fürsorge – Wohltätigkeit und tätige Nächstenliebe in Herford. In: Historisches Jahrbuch für den Kreis Herford 2018. Bielefeld: Verlag für Regionalgeschichte 2017, 20–64. ISBN 978-3-7395-1024-8
- Der Herforder Wall / die Herforder Wälle. In: Historisches Jahrbuch für den Kreis Herford 2020. Bielefeld: Verlag für Regionalgeschichte 2019, 236–271. ISBN 978-3-7395-1227-3
- Herford und Bielefeld – zwei Nachbarn im vergleichenden Rückblick. In: Historisches Jahrbuch für den Kreis Herford 2021. Bielefeld: Verlag für Regionalgeschichte 2020, 138–155. ISBN 978-3-7395-1228-0
- Herford ist nicht Kevelaer. In: Historisches Jahrbuch für den Kreis Herford 2022. Bielefeld: Verlag für Regionalgeschichte 2021, 138–166. ISBN 978-3-7395-1329-4
- Herford: Eine Stadt in Umbruch und Aufbruch. Änderung städtischer Strukturen am Ende des 19. Jahrhunderts. In: Historisches Jahrbuch für den Kreis Herford 2023. Bünde: Hügelland 2022, 118–140. ISBN 978-3-910520-30-1
- Die „Brüder vom gemeinsamen Leben“ („Fraterherren“) und ihre Niederlassung in Herford. Geschichte eines kurzen Auf- und langen Abstiegs. In: Historisches Jahrbuch für den Kreis Herford 2024. Bünde: Hügelland 2023, 115–144, ISBN 978-3-910520-31-8
- Das Friedrichs-Gymnasium als Teil und Erbe der Sancta Herfordia. Anmerkungen zu einigen ideellen und materiellen Grundlagen der Schule. In: Historisches Jahrbuch für den Kreis Herford 2025. Bünde: Hügelland 2024, 72–90, ISBN 978-3-910520-32-5